# Szabó Gyula (sportlövő)
Szabó Gyula (Poroszló, 1947. október 30. – 2018. augusztus 14. vagy előtte) világbajnoki ezüstérmes magyar sportlövő.

## Pályafutása
1964 és 1975 között egyéniben nyolcszor, csapatban két alkalommal volt magyar bajnok. 1974-ben és 1975-ben az év magyar sportlövőjének választották. 1969 és 1979 között volt a magyar válogatott keret tagja. 1974 és 1979 között négy világbajnoki ezüst- és egy bronzérmet nyert. Az 1973-as müncheni Európa-bajnokságon bronzérmet szerzett. Részt vett az 1972-es müncheni és az 1976-os montréali olimpián. 1972-ben 13., 1976-ban kilencedik helyen végzett a 60 lövéses futóvadlövésben egyéni versenyszámában.

## Sikerei, díjai
- Az év magyar sportlövője (1974, 1975)
- Világbajnokság – futóvad
  - ezüstérmes (4): 1974, 1975, 1979 (2x)
  - bronzérmes: 1979
- Európa-bajnokság – futóvad
  - bronzérmes: 1973
- Magyar bajnokság
  - egyéni bajnok (8): 1967, 1968, 1970, 1971, 1972, 1973, 1974, 1975
  - csapatbajnok (2): 1964, 1967